# Kanton Westerhof
Der Kanton Westerhof bestand von 1807 bis 1813 im Distrikt Einbeck (Departement der Leine, Königreich Westphalen) und wurde durch das Königliche Decret vom 24. Dezember 1807 gebildet. Westerhof war von Umstruktierungen zur endgültigen Festsetzung des Zustands der Gemeinden im Departement der Leine vom 16. Juni 1809 betroffen. Nach diesem Dekret kam das Dorf Oldenrode zum Kanton hinzu, während die Gemeinden Olxheim und Rittierode an den Kanton Einbeck (Land) fielen. Anschließend wurden die Munizipalitäten in der unten stehenden Weise neu zusammengestellt.

## Gemeinden
- Westerhof, (ehemals Fürstentum Braunschweig-Wolfenbüttel), Willershausen, Dögerode mit Alteburg und Marke
- Sebexen
- Willensen, Vogelsang und Neuekrug
- Elvershausen und Imbshausen
- Lagershausen, Oldershausen, Wiershausen mit Weißenwasser
- Düderode, Kalefeld, Eboldshausen, Echte und Harriehausen

bis 1809
- Olxheim, Oyershausen und Rittierode

ab 1809
- Westerhof mit Willershausen und Vogelsang
- Willensen (wurde Munizipalität für sich)
- Oldershausen, Dögerode mit Altenburg
- Harriehausen (wurde Munizipalität für sich)
- Sebexen und Wiershausen
- Kalefeld und Weißenwasser
- Eboldshausen (wurde Munizipalität für sich)
- Echte (wurde Munizipalität für sich)
- Imbshausen und Lagershausen
- Elvershausen und Marke
- Düderode mit Neuenkrug und Oldenrode (neu)